# Тівадар Сорос
Тівадар Сорос (англ. Tivadar Soros, справжнє прізвище Шварц; 1893, Будапешт — 1968, Нью-Йорк) — угорський єврей, адвокат, письменник-есперантист, батько Пола (1926–2013) і Джорджа (нар. 1930) Сороса.

## Біографія
Пішов добровольцем в австро-угорську армію у Першу світову війну. Потрапив у російський полон і був відправлений до табору для ув'язнених у Сибіру, втік і повернувся в Будапешт.
Поряд з роботою адвокатом, займався літературною діяльністю на мові есперанто (у тому числі під ім'ям есп. Teodoro Ŝvarc і під псевдонімом есп. Teo Melas).
У 1922 році заснував літературний журнал есп. Literatura Mondo, був його автором і головним редактором до 1924. У журналі публікувалися, зокрема, Калочаї і Багі.
У 1923 написав повість «Сучасні Робінзони» (есп. Modernaj Robinzonoj).
Дружина — Ержебет Сюч (Erzsébet Szűcz), двоє синів — Пал (Пол) і Дєрдь (Джордж).
У 1944–1945 під час депортації угорських євреїв активно допомагав багатьом з них ховатися від переслідування за допомогою підроблених документів.
Під час угорської революції 1956 емігрував до США. У 1965 році видав автобіографічний роман на есперанто Maskerado ĉirkaŭ la morto (укр. Маскарад навколо смерті), перекладений на інші мови.
Помер у 1968 в Нью-Йорку.